# Campionato Dilettanti Basilicata 1958-1959
Il Campionato Nazionale Dilettanti 1958-1959 è stato il V livello del campionato italiano. A carattere regionale, fu il secondo campionato dilettantistico con questo nome, e il settimo se si considera che alla Promozione fu cambiato il nome assegnandogli questo.
Questi sono i gironi organizzati dalla Lega Regionale Lucana.

## Girone A

### Squadre partecipanti
| Squadra                            | Città (provincia)           | Stagione 1957-1958 |
| ---------------------------------- | --------------------------- | ------------------ |
| U.S. Aviglianese "Emanuele Stolfi" | Avigliano (PZ)              |                    |
| U.S. Castelluccio,                 | Castelluccio Inferiore (PZ) |                    |
| U.S. Libertas-Invicta              | Potenza                     |                    |
| U.S. Montecalvo                    | Pescopagano (PZ)            |                    |
| S.C. Monticchio Potenza            | Potenza                     |                    |
| U.S. O.N.A.R.M.O.                  | Melfi (PZ)                  |                    |
| Pol. Orazio Flacco                 | Venosa (PZ)                 |                    |
| Real Potenza                       | Potenza                     |                    |

### Classifica finale
|  | Pos. | Squadra                     | Pt | G  | V  | N | P  | GF | GS | DR  |
|  | ---- | --------------------------- | -- | -- | -- | - | -- | -- | -- | --- |
|  | 1.   | Monticchio Potenza          | 25 | 14 | 12 | 1 | 1  | 43 | 8  | +35 |
|  | 2.   | Real Potenza                | 21 | 14 | 10 | 1 | 3  | 25 | 9  | +16 |
|  | 3.   | Libertas-Invicta            | 20 | 14 | 9  | 2 | 3  | 42 | 19 | +23 |
|  | 4.   | Montecalvo                  | 15 | 14 | 7  | 1 | 6  | 28 | 16 | +12 |
|  | 5.   | Castelluccio                | 13 | 14 | 6  | 1 | 7  | 24 | 21 | +3  |
|  | 6.   | ONARMO (-1)                 | 9  | 14 | 5  | 0 | 9  | 19 | 42 | -23 |
|  | 7.   | Aviglianese "E.Stolfi" (-1) | 3  | 14 | 2  | 0 | 12 | 18 | 37 | -19 |
|  | 8.   | Orazio Flacco               | 2  | 14 | 1  | 0 | 13 | 9  | 60 | -51 |

Legenda:
      Ammesso alle finali regionali.
      Retrocesso in Seconda Categoria.
  Retrocesso e in seguito riammesso.
Regolamento:
Due punti a vittoria, uno a pareggio, zero a sconfitta.
Note:
ONARMO ed Aviglianese hanno scontato 1 punto di penalizzazione in classifica per una rinuncia.

## Girone B

### Squadre partecipanti
| Squadra                | Città (provincia) | Stagione 1957-1958 |
| ---------------------- | ----------------- | ------------------ |
| U.S. Eraclea           | Policoro (MT)     |                    |
| A.S. Ferrandina        | Ferrandina (MT)   |                    |
| U.S. Irsina            | Irsina (MT)       |                    |
| Pol. Libertas          | Matera (MT)       |                    |
| Pol. Libertas Anglona  | Tursi (MT)        |                    |
| Pol. Libertas Grassano | Grassano (MT)     |                    |
| Pol. Matheola          | Matera            |                    |

### Classifica finale
|  | Pos. | Squadra               | Pt | G  | V  | N | P  | GF | GS | DR  |
|  | ---- | --------------------- | -- | -- | -- | - | -- | -- | -- | --- |
|  | 1.   | Libertas Matera       | 22 | 12 | 11 | 0 | 1  | 39 | 4  | +35 |
|  | 2.   | Libertas Grassano     | 16 | 12 | 8  | 0 | 4  | 28 | 14 | +14 |
|  | 3.   | Eraclea               | 15 | 12 | 7  | 1 | 4  | 21 | 18 | +3  |
|  | 4.   | Matheola (-1)         | 11 | 12 | 6  | 0 | 6  | 16 | 18 | -2  |
|  | 5.   | Ferrandina            | 5  | 12 | 2  | 1 | 9  | 14 | 28 | -14 |
|  | 6.   | Libertas Anglona (-2) | 4  | 12 | 3  | 0 | 9  | 9  | 28 | -19 |
|  | 7.   | Irsina                | 2  | 12 | 1  | 0 | 11 | 8  | 37 | -29 |

Legenda:
      Ammesso alle finali regionali.
      Retrocesso in Seconda Categoria.
Regolamento:
Due punti a vittoria, uno a pareggio, zero a sconfitta.
Note:
Matheola ha scontato 1 punto di penalizzazione in classifica per una rinuncia.
Libertas Anglona ha scontato 2 punti di penalizzazione in classifica per due rinunce.

## Finali per il titolo lucano
|                    | Risultati |                    | Luogo e data            |  |
| ------------------ | --------- | ------------------ | ----------------------- |  |
| Libertas Matera    | 0 - 0     | Monticchio Potenza | Matera, 10 maggio 1959  |  |
| Monticchio Potenza | 2 - 0     | Libertas Matera    | Potenza, 17 maggio 1959 |  |
|                    |           |                    |                         |  |

### Libri
- Carlo Maglia, Il calcio dilettantistico lucano 1920-1992 - fatti immagini dati, Napoli, Rocco Curto Editore, 1993,  Vol. I.

### Giornali
- Archivio della Gazzetta dello Sport, anni 1958 e 1959, consultabile presso le Biblioteche:
  - Biblioteca Nazionale Braidense di Milano;
  - Biblioteca Nazionale Centrale di Firenze;
  - Biblioteca Nazionale Centrale di Roma;
  - Biblioteca Civica Berio di Genova;
  - e presso Emeroteca del C.O.N.I. di Roma (non è online ma è da consultare in sede).